# Lamlameta
Lamlameta (dt.: paarweise; von „lama“ = zwei) ist ein strategisches Brettspiel (Tagega) der Konso, einem Volk, das im Omo-Tal in Zentraläthiopien beheimatet ist. Dieses Spiel wurde 1971 von dem Äthiopisten Richard Pankhurst erstmals beschrieben, der es in der Nähe von Olanta beobachtete. In Deutschland wird es seit 2004 auf dem Afrikafest in Sinzig zusammen mit anderen Mancala-Varianten gelehrt.
Lamlameta ist eine Freizeitbeschäftigung von erwachsenen Männern und, in geringerem Maße, von Jungen. Es wird im Freien gespielt, in der Regenzeit auch im Haus oder auf einer Art Veranda direkt vor dem Hauseingang.

## Spielregeln
Das aus Holz geschnitzte Brett, das toma tagéga genannt wird, besteht aus zwei Reihen mit je 12 Mulden (awa). Am Anfang der Partie befinden sich in jeder Mulde zwei Samen, die tagéga heißen. Jedem Spieler gehört eine Reihe.

### Startstellung
|   | 2 | 2 | 2 | 2 | 2 | 2 | 2 | 2 | 2 | 2 | 2 | 2 |
| 2 | 2 | 2 | 2 | 2 | 2 | 2 | 2 | 2 | 2 | 2 | 2 |   |

### Einzelne Züge
In jedem Zug nimmt ein Spieler den Inhalt einer seiner Mulden und verteilt ihn einzeln gegen den Uhrzeigersinn auf die folgenden Mulden. Pankhurst schreibt zwar, dass der erste Zug mit der am rechten Ende liegenden oder der vorletzten Mulde beginnt, doch scheint dies keine feste Regel, sondern nur ein häufiger Eröffnungszug zu sein.
Wenn der letzte Samen in eine gefüllte Mulde fällt, wird ihr Inhalt, einschließlich des zuletzt hineingespielten Samens, genommen und weiterverteilt.
Der Zug endet, wenn der letzte Samen in eine leere Mulde gelegt wird.
Es ist verboten, Samen in gegnerische Mulden zu legen, in denen sich zwei Samen befinden, außer beim ersten Zug einer Partie. Später werden diese Mulden beim Verteilen übersprungen.
Wenn der letzte Samen in eine eigene leere Mulde fällt und die gegenüberliegende, gegnerische Mulde zwei Samen enthält, so werden diese gegnerischen Samen gefangen, wie auch alle anderen Paare gegnerischer Samen in anderen Mulden der Gegenseite.
Die Partie ist zu Ende, wenn ein Spieler nicht mehr ziehen kann. Die Samen, die sich noch auf dem Brett befinden, gehören dem Spieler, auf dessen Bretthälfte sie liegen. Es gewinnt, wer die meisten Paare gefangen hat.